# Massimo Manzi
Massimo Manzi (* 24. November 1956 in Rom) ist ein italienischer Jazzmusiker (Schlagzeug, Komponist).

## Leben und Wirken
Manzi ist als Musiker im Wesentlichen Autodidakt; nach wenigen Unterrichtsstunden bei Bruno Tommaso und Michele Iannaccone zog er nach Senigallia, wo er noch heute lebt. In den 1980er Jahren nahm er an Workshops bei Max Roach und Elvin Jones, später auch bei Peter Erskine, Jack DeJohnette und Steve Gadd teil. Zunächst wurde er in der Rockjazz-Gruppe Agora bekannt, mit der er 1979 auf nationaler Tournee war, dann mit dem Marche Jazz Orchestra unter der Leitung von Bruno Tommaso, mit Big Bang von Mario Raja und der Capolinea Big Band.
Manzi ist Leiter eines Quintetts und eines Trios. Lange gehörte er zum Trio von Renato Sellani und dem von Franco D’Andrea; auch mit Lee Konitz hat er fünf Alben eingespielt. Daneben trat er mit dem Knowledge Tower Ensemble von Marco Omicini und dem Contemporary Orchestra unter Tony Fidanza auf. 1989 und 1990 konzertierte er bei Umbria Jazz. 1999 war er mit Richard Galliano und Furio Di Castri auf Japantournee. Er arbeitete auch mit Musikern wie Al Cohn, Gianni Coscia, Eddie Lockjaw Davis, Sonny Fortune, George Garzone, Tiziana Ghiglioni, Jimmy Knepper, Mike Mainieri, Pat Martino, Bennie Maupin, Gabriele Mirabassi, Sal Nistico, Roberto Ottaviano, Evan Parker, Irio De Paula, Danilo Rea, Kurt Rosenwinkel, Tony Scott, Pietro Tonolo, Massimo Urbani, Nicola Zambello oder Simone Zanchini. Weiterhin nahm er mit Guido Manusardi, mit Phil Woods, mit Augusto Mancinelli, mit Kenny Wheeler und mit Roswell Rudd auf. Er ist auf mehr als 150 Alben zu hören.
Manzi hat mit Unternehmen wie Roland bei der Entwicklung von elektronischen Schlagzeugen zusammengearbeitet und ist Dozent für Jazz-Schlagzeug am Martini-Konservatorium in Bologna.

## Diskographische Hinweise
- Rava, Basso, Bollani, Tavolazzi, Manzi Flashback (Philology 2002)
- John Tchicai, Garrison Fewell, Tino Tracanna, Paolino Dalla Porta, Massimo Manzi Big Chief Dreaming (Soul Note 2005)
- Massimo Manzi Project Identita (Wide Sound 2007, mit David Liebman, Andrea Dulbecco und Paolino Dalla Porta)